# Pedro Lima (actor)
Pedro Barata Manuel de Macedo Lima, más conocido como Pedro Lima (Luanda, 20 de abril de 1971 - Cascais, 20 de junio de 2020), fue un actor y nadador angoloportugués, conocido por su participación en telenovelas.

## Carrera

### Natación
Fue un atleta olímpico en la modalidad de natación, para Angola, habiendo representado al país en 1988 y 1992. Pedro Lima participó en varias competiciones, pero nunca superó las clasificatorias. En 1988 participó en el estilo libre de 50 m (descalificado), el estilo libre de 100 m (posición 62) y el mariposa de 100 m (posición 42). En 1992 terminó 43.º en 50 m estilo libre y 53.º en los 100 m mariposa.

### Actor
Entró en el mundo artístico a través de Ricardo Carriço en Central Models. RTP2 comenzó a presentar el programa Magacine en el cine. Participó en novelas como El último beso, Nadie como tú, Háblame de amor, Ilha dos Amores y El otro. También hizo teatro.

## Vida personal
Lima se casó con la modelo Anna Westerlund, con quien tuvo cuatro hijos. También tuvo un hijo adulto de una relación anterior con Patrícia Piloto.

## Muerte
Fue encontrado muerto en la Praia do Abano, en Cascais, el 20 de junio de 2020. El actor había estado desaparecido durante dos días y su compañera, Anna Westerlund, dio la alerta a las 8:36 de la mañana. Las causas de la muerte son desconocidas. Se investiga la posibilidad de un suicidio, ya que junto a su cuerpo fue encontrada una carta.[actualizar]

## Filmografía

### Televisión
| Año                   | Proyectos                      | Personaje                        | Canal | Los grados             |
| --------------------- | ------------------------------ | -------------------------------- | ----- | ---------------------- |
| De 1996 / de 1997     | Magacine                       | Presentación                     | RTP   | Revista Cinema         |
| 1997                  | Enciclopedia Herman            | Seguridad de la granja           | RTP   | Pequeña participación  |
| 1997                  | La gran apuesta                | Pedro Romero                     | RTP   | Reparto principal      |
| 1998                  | No hay dos sin tres            | Pedro Figueiredo                 | RTP   | Pequeña participación  |
| 1998                  | Madre Tierra                   | Diogo Mendes de Castro           | RTP   | Reparto principal      |
| De 1998 / de 1999     | Los lobos                      | Paulo Ledo                       | RTP   | Reparto principal      |
| 1999                  | No eres un hombre no eres nada | Jorge                            | RTP   | Pequeña participación  |
| 1999                  | Mayor Alvega                   |                                  | RTP   | Pequeña participación  |
| 1999                  | Periodistas                    | Diogo                            | SIC   | Pequeña participación  |
| 1999                  | A Hora da Liberdade            | Maia Loureiro                    | SIC   | Miniseries             |
| 1999                  | Nosotros los ricos             | Zé                               | RTP   | Pequeña participación  |
| De 1999 / el año 2000 | Todo el tiempo del mundo       | Ricardo Castro                   | TVI   | Reparto principal      |
| El año 2000 / de 2001 | Ajuste de cuentas              | Rui Gonçalves                    | RTP   | Reparto principal      |
| 2001                  | Ojos de agua                   | Ricardo Falcão                   | TVI   | Reparto principal      |
| 2001                  | papá estupendo                 | Arturo                           | TVI   | Participación          |
| 2002                  | Un extraño en casa             | Guilherme                        | RTP   | Pequeña participación  |
| 2002                  | Angel salvaje                  | Paulo Cruz                       | TVI   | Pequeña participación  |
| De 2002 / de 2003     | El último Beso                 | Afonso Melo                      | TVI   | Protagonista           |
| 2003                  | Trickster Heart                | André Silveira                   | TVI   | Protagonista           |
| 2003                  | ¡Hola padre!                   | Zé Manel                         | TVI   | Serie                  |
| 2004                  | Inspector Max                  | Eurico Fernandes                 | TVI   | Pequeña participación  |
| 2004                  | Queridas bestias               | Padre romeo                      | TVI   | Reparto principal      |
| 2005                  | Nadie como tú                  | Gabriel Paiva Calado             | TVI   | Reparto principal      |
| 2006                  | Háblame del amor               | Zé Maria Vilar                   | TVI   | Antagonista            |
| 2007                  | Ilha dos Amores                | Rui Pestana                      | TVI   | Reparto principal      |
| 2008                  | La otra                        | João Salgado                     | TVI   | Protagonista           |
| 2009                  | Casos de vida                  | José María Vasconcelos           | TVI   | Pequeña participación  |
| 2009 / 2010           | Sentimientos                   | Duarte Gomes                     | TVI   | Secundario             |
| 2010 / 2011           | Espíritu indomable             | Tristan Moreno                   | TVI   | Reparto principal      |
| 2011                  | El don                         | Eduardo                          | TVI   | Protagonista           |
| 2012                  | Huérfano del pasado            | Vasco                            | TVI   | Televisión             |
| 2012 / 2013           | Dulce tentación                | Gabriel                          | TVI   | Coprotagonista         |
| 2013 / 2014           | Destinos cruzados              | Eduardo                          | TVI   | Antagonista            |
| 2014                  | El beso del escorpión          | Fernando Macieira                | TVI   | Protagonista           |
| 2015                  | La única mujer (telenovela)    | Peter                            | TVI   | Secundario             |
| 2016                  | Pasta fresca                   | Vicente Elias                    | TVI   | Participación especial |
| 2018                  | La heredera                    | Ignácio Dela Vega / Pedro Guzmán | TVI   | Antagonista            |
| 2018                  | Donde está Elisa?              | Bruno Pires                      | TVI   | Antagonista            |
| 2019                  | Amor tras amor                 | Gonçalo Macedo                   | TVI   |                        |

### Cine
- Eclipse en Portugal, 2014[8]
- Congo: Por el Camino de la Oscuridad, 2019[9]